# Marzęcino (gromada)
Marzęcino – dawna gromada, czyli najmniejsza jednostka podziału terytorialnego Polskiej Rzeczypospolitej Ludowej w latach 1954–1972.
Gromady, z gromadzkimi radami narodowymi (GRN) jako organami władzy najniższego stopnia na wsi, funkcjonowały od reformy reorganizującej administrację wiejską przeprowadzonej jesienią 1954 do momentu ich zniesienia z dniem 1 stycznia 1973, tym samym wypierając organizację gminną w latach 1954–1972.
Gromadę Marzęcino  z siedzibą GRN w Marzęcinie utworzono – jako jedną z 8759 gromad na obszarze Polski – w powiecie nowodworsko-gdańskim w woj. gdańskim na mocy uchwały nr 22/III/54 WRN w Gdańsku z dnia 5 października 1954. W skład jednostki weszły obszary dotychczasowych gromad Gozdawa, Kępiny Małe, Marzęcino, Orliniec i Stobna ze zniesionej gminy Marzęcino, obszar dotychczasowej gromady Osłonka ze zniesionej gminy Nowy Dwór Gdański oraz  obszar dotychczasowej gromady Powalina ze zniesionej gminy Kmiecin w tymże powiecie. Dla gromady ustalono 17 członków gromadzkiej rady narodowej.
1 stycznia 1960 do gromady Marzęcino włączono miejscowość Kępki ze zniesionej gromady Jazowa w tymże powiecie.
Gromada przetrwała do końca 1972 roku, czyli do kolejnej reformy gminnej. 1 stycznia 1973 w powiecie nowodworsko-gdańskim reaktywowano zniesioną w 1954 roku gminę Marzęcino.